# Stormbringer (album)
Pour les articles homonymes, voir Stormbringer.
Albums de Deep Purple
Burn
(1974) Come Taste the Band
(1975)
Singles
1. You Can't Do It Right (With the One You Love)  
Sortie : 1974
2. Lady Double Dealer  Japon
Sortie : 1974
3. Stormbringer
Sortie : 1974

Stormbringer est le neuvième album studio du groupe britannique de hard rock Deep Purple. Il sort en novembre 1974 sur le label Purple Records (Warner Bros. Records en Amérique du Nord et au Japon), huit mois seulement après Burn, le précédent album du groupe.

## Historique
Cet album est enregistré en août 1974 dans les studios Musicland à Munich en Allemagne et est produit par le groupe et Martin Birch. Le mixage est effectué dans les studios Record Plant de Los Angeles par Martin Birch et Ian Paice.
Dans cet album, les influences soul, funk et bluesy apportées par David Coverdale et Glenn Hughes, encore discrètes sur l'album précédent, se révèlent bien plus présentes. Ritchie Blackmore est un peu en retrait, tant dans son jeu qu'au niveau des compositions : pour la première fois, il ne signe pas tous les titres, le guitariste n'étant pas crédité sur les titres Holy man & Hold On. Le chant de Glenn Hughes est aussi plus présent, il n'est plus seulement là pour accompagner Coverdale sur les refrains, les deux chanteurs alternent désormais le chant sur les versets tandis que les chansons Holy Man et Soldier of Fortune sont chantées en solo respectivement par Glenn Hughes et David Coverdale.
Un seul single, Stormbringer, sort à l'international, Lady Double Dealer est publié uniquement au Japon et You Can't Do It Right sort uniquement au Canada et aux USA.
Stormbringer parvient à la 6e place des charts britanniques, à la 20e position du Billboard 200 aux États-Unis et à la 5e place en France où il est certifié disque d'or en 1977 pour plus de 100 000 albums vendus.
Il bénéficie d'une sortie en version Deluxe pour le 35e anniversaire de sa sortie en 2009, comprenant l'album original remastérisé avec cinq titres bonus remixés par Glenn Hughes plus un deuxième CD/DVD reprenant les neuf titres originaux dans une version 5.1 quadriphonique.
Cet album est le dernier album de Deep Purple auquel participe Ritchie Blackmore dans cette décennie.

## Titre et pochette
Son titre n'est pas une référence volontaire à l'épée d'Elric de Melniboné, héros inventé par Michael Moorcock, car David Coverdale ne lira cette nouvelle que plus tard. Au départ, l'album doit s'appeler Silence : un projet de pochette représentant une jeune femme, l'index posé sur les lèvres, est proposé. Sous le titre final de Stormbringer, un premier projet, montrant la photo d’une salle dévastée à la fin d’un concert du groupe, est refusé à cause de la violence de l'image. Finalement, c'est une peinture reproduisant la photographie d'une tornade prise par une écolière, Lucille Handberg, le 8 juillet 1927 près de Jasper dans le Minnesota, qui est choisie ; la même photo sera utilisée en 1986 pour l'album Tinderbox du groupe de rock anglais Siouxsie and the Banshees.

## Titres

### Face 1
| No | Titre                   | Auteur                                                  | chant principal                | Durée |
| -- | ----------------------- | ------------------------------------------------------- | ------------------------------ | ----- |
| 1. | Stormbringer            | Ritchie Blackmore, David Coverdale                      | David Coverdale                | 4:03  |
| 2. | Love Don't Mean a Thing | Blackmore, Coverdale, Glenn Hughes, Jon Lord, Ian Paice | David Coverdale & Glenn Hughes | 4:23  |
| 3. | Holy Man                | Coverdale, Hughes, Lord                                 | Glenn Hughes                   | 4:28  |
| 4. | Hold On                 | Coverdale, Hughes, Lord, Paice                          | David Coverdale & Glenn Hughes | 5:05  |

### Face 2
| No | Titre                                         | Auteur                                    | chant principal                | Durée |
| -- | --------------------------------------------- | ----------------------------------------- | ------------------------------ | ----- |
| 5. | Lady Double Dealer                            | Blackmore, Coverdale                      | David Coverdale                | 3:19  |
| 6. | You Can't Do It Right (With the One You Love) | Blackmore, Coverdale, Hughes              | David Coverdale & Glenn Hughes | 3:24  |
| 7. | High Ball Shooter                             | Blackmore, Coverdale, Hughes, Lord, Paice | David Coverdale & Glenn Hughes | 4:26  |
| 8. | The Gypsy                                     | Blackmore, Coverdale, Hughes, Lord, Paice | David Coverdale & Glenn Hughes | 4:13  |
| 9. | Soldier of Fortune                            | Blackmore, Coverdale                      | David Coverdale                | 3:14  |

### Titres bonus 35th Anniversary Edition

#### Cd 1
| No  | Titre                                      | Auteur                                    | Durée |
| --- | ------------------------------------------ | ----------------------------------------- | ----- |
| 10. | Holy Man (Glenn Hughes Remix)              | Coverdale, Hughes, Lord                   | 4:32  |
| 11. | You Can't Do It Right (Glenn Hughes Remix) | Blackmore, Coverdale, Hughes              | 3:29  |
| 12. | Love Don't A Thing (Glenn Hughes Remix)    | Blackmore, Coverdale, Hughes, Lord, Paice | 5:09  |
| 13. | Hold On (Glenn Hughes Remix)               | Coverdale, Hughes, Lord, Paice            | 5:14  |
| 14. | High Ball Shooter (Version instrumentale)  | Blackmore, Coverdale, Hughes, Lord, Paice | 4:31  |

#### Cd 2
- Album original Quad Mix en stéreo

## Musiciens
- Ritchie Blackmore : guitares
- David Coverdale : chant
- Glenn Hughes : basse, chant
- Jon Lord : claviers
- Ian Paice : batterie, percussions

## Charts et certifications
| Pays             | Durée du classement | Meilleur classement |
| ---------------- | ------------------- | ------------------- |
| Allemagne        | 6 semaines          | 10e                 |
| Autriche         | 20 semaines         | 4e                  |
| Canada           | 14 semaines         | 34e                 |
| États-Unis       | 15 semaines         | 20e                 |
| France           | 18 semaines         | 5e                  |
| Italie           | -                   | 5e                  |
| Norvège          | 20 semaines         | 2e                  |
| Nouvelle-Zélande | 5 semaines          | 18e                 |
| Royaume-Uni      | 13 semaines         | 6e                  |

| Pays        | Certification | Ventes    | Date       |
| ----------- | ------------- | --------- | ---------- |
| États-Unis  | Or            | 500 000 + | 09/01/1975 |
| France      | Or            | 100 000 + | 1977       |
| Royaume-Uni | Argent        | 60 000 +  | 01/11/1975 |